# Małgów (powiat gostyński)
Małgów – wieś w Polsce, położona w województwie wielkopolskim, w powiecie gostyńskim, w gminie Pogorzela. Przez wieś przepływa rzeka Rdęca.
| SIMC    | Nazwa | Rodzaj    |
| ------- | ----- | --------- |
| 0374930 | Stawy | część wsi |

W okresie Wielkiego Księstwa Poznańskiego (1815-1848) miejscowość należała do wsi większych w ówczesnym pruskim powiecie Krotoszyn w rejencji poznańskiej. Małgów należał do okręgu borkowskiego tego powiatu i stanowił część majątku Wziąchów, którego właścicielem był wówczas Józef Sokolnicki. Według spisu urzędowego z 1837 roku wieś liczyła 190 mieszkańców, którzy zamieszkiwali 20 dymów (domostw).
W latach 1975–1998 miejscowość należała administracyjnie do województwa leszczyńskiego.
Wieś jest przykładem wsi o zabudowie wielodrożnicy, wynika z rozwoju osady wzdłuż wielu dróg, często o nieregularnym przebiegu.